# Antocha aegina
Antocha aegina är en tvåvingeart som beskrevs av Alexander 1970. Antocha aegina ingår i släktet Antocha och familjen småharkrankar. Inga underarter finns listade i Catalogue of Life.